# Dichromodes devitata
Dichromodes devitata är en fjärilsart som beskrevs av Walker 1861. Dichromodes devitata ingår i släktet Dichromodes och familjen mätare. Inga underarter finns listade i Catalogue of Life.